# Basile Lécapène
Basile Lécapène, surnommé « Basile l'Oiseau » (Βασίλειος ό Πετεινός) (mort vers 986), fut un eunuque, parakimomène et administrateur de l'Empire byzantin entre 945 et 985.

## Biographie

### Origine et début de sa carrière

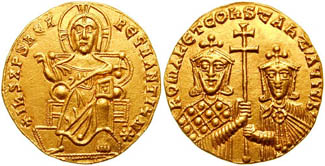
Solidus en or représentant Romain Ier et Constantin VII.

Fils illégitime de l'empereur Romain Ier Lécapène et d'une servante d'origine russe,. La date exacte de sa naissance est inconnue, l' Oxford Dictionary of Byzantium suggère qu'elle est autour de 925, tandis que l'historien néerlandais W. G. Brokaar estime qu'elle se situe entre 910 et 915. Les chroniqueurs byzantins Jean Skylitzès, Jean Zonaras ou Georges Cédrène affirment qu'il est castré alors qu'il est adulte, après la déposition de son père en 944. Toutefois, Michel Psellos rapporte que cela lui arrive durant son enfance, une thèse soutenue par les historiens modernes comme Brokaar ou Ringrose, car les castrations chez les adultes sont plutôt rares et considérées comme dangereuses,,.
Son rôle durant le règne de son père est inconnu. Il apparaît la première fois comme protovestiaire (chamberlan) de Constantin VII, l'empereur légitime de la dynastie macédonienne. Toutefois, il est difficile de savoir qui l'a nommé à ce poste entre son père ou Constantin VII après la chute de son père. L'historien Théophane Continué rapporte que Basile est un serviteur loyal de Constantin VII et qu'il a des relations étroites avec la femme de Constantin, Hélène Lécapène, qui est aussi sa demi-sœur. Après la déposition de Romain Lécapène en décembre 944, Basile soutient Constantin VII quand il récupère le pouvoir aux dépens d'Étienne Lécapène et de Constantin Lécapène, qui ont tenté de s'en emparer. Pour cela, il est récompensé par des titres et des postes importants. Sur ses sceaux et sur les inscriptions qui lui sont dédiées, les titres suivants apparaissent : basilikos, patrice, paradynasteuon du Sénat (probablement une combinaison des titres de paradynasteuon et de protos (le premier du Sénat)) ainsi que megas baioulos (grand précepteur) du fils de Constantin. Vers 947-948, il est élevé du rang de protovestiarite à celui de parakoimomène,.
En 958, il conduit des troupes en Orient pour soutenir Jean Tzimiskès dans sa campagne contre les Arabes. Les Byzantins rasent Samosate et infligent une lourde défaite à l'armée de secours dirigée par Ali Sayf al-Dawla, l'émir hamdanide d'Alep. Ils font un grand nombre de prisonniers, dont des proches de l'émir. Comme récompense, Basile a le privilège d'être célébré lors d'un triomphe à l'hippodrome de Constantinople, où les prisonniers paradent devant la population de la capitale byzantine,. Basile Lécapène est aussi un opposant au patriarche Polyeucte et cherche à retourner l'empereur contre lui, sans succès. Selon les sources disponibles, cette inimitié vient des critiques de Polyeucte à l'encontre de l'avarice des Lécapène et de leurs parents. Il reste aux côtés de Constantin VII jusqu'à sa mort et fait partie de ceux qui enveloppent son corps dans son linceul.

### Carrière sous Romain II, Nicéphore Phocas et Jean Tzimiskès

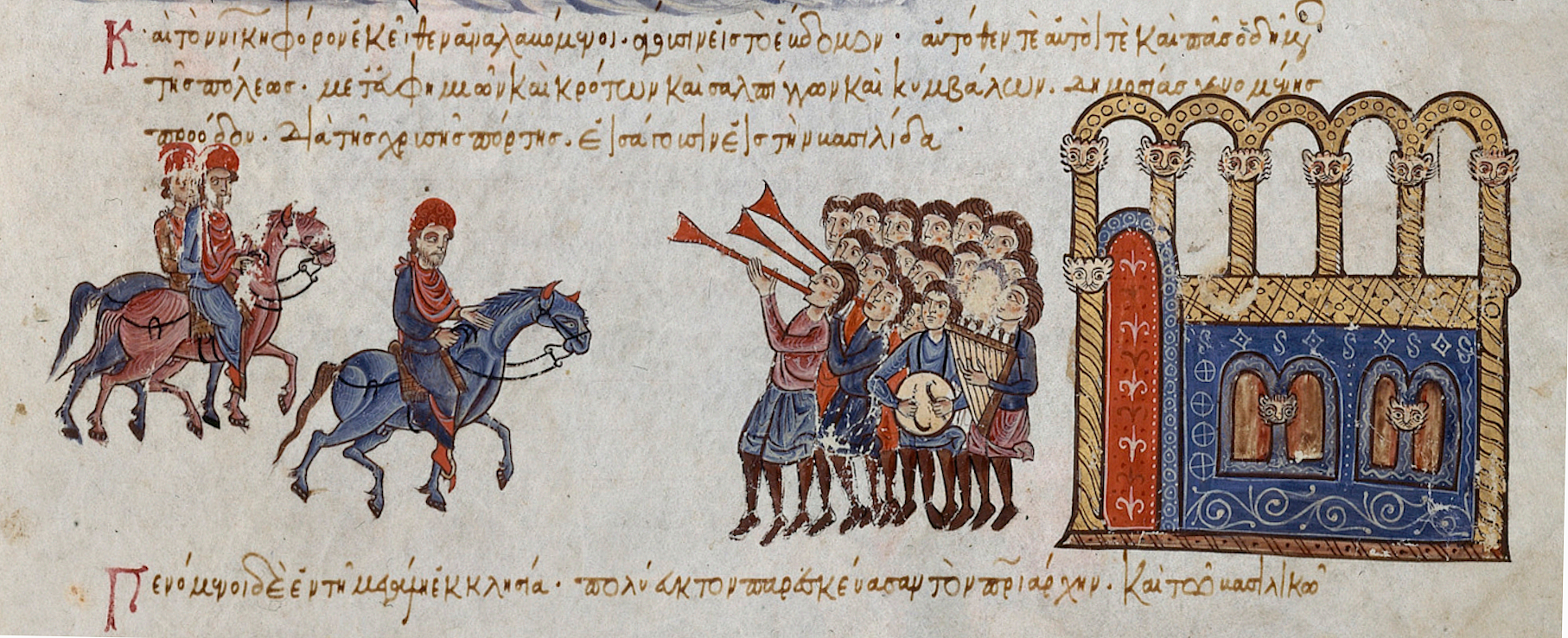
Entrée de Nicéphore Phocas à Constantinople (Chronique de Skylitzès de Madrid).

Lors de son accession au trône, Romain II le congédie au profit de Joseph Bringas, qui détient les postes de paradynasteuon, protos et parakoimomène. Une grande rivalité commence alors entre les deux hommes,. Basile reste à l'écart durant le règne de Romain mais à la mort de celui-ci, au début de l'année 963, ses fils Basile II et Constantin VIII sont en bas âge. De ce fait, une lutte pour le pouvoir éclate. Basile Lécapène se range aux côtés du général Nicéphore Phocas contre Bringas. Il arme ses partisans, au nombre de 3 000 selon certaines sources et, avec la population de la capitale, il attaque Bringas et ses hommes pour s'emparer de la ville et de ses ports. Bringas trouve refuge dans la basilique Sainte-Sophie, tandis que Basile mobilise les dromons impériaux et les autres vaisseaux pour les envoyer à Chrysopolis, où Phocas attend avec son armée. Celui-ci entre dans la ville et est couronné empereur, comme tuteur des jeunes fils de Romain II,. En récompense de son rôle durant la rébellion, Basile récupère son ancien poste de parakoimomène et est élevé au nouveau rang de proèdre (proedros tes Synkletou, président du Sénat). Cela donne lieu à une cérémonie spéciale, décrite dans le De Ceremoniis et peut-être écrite ou éditée par Basile lui-même.
Le rôle exact joué par Basile sous Nicéphore Phocas est incertain. Le texte rédigé par Liutprand de Crémone durant sa visite en 968 le décrit comme l'un des plus hauts fonctionnaires de la cour byzantine. Toutefois, le deuxième homme du régime est bien Léon Phocas le Jeune, le jeune frère de Nicéphore. Bien que Basile ne prenne pas part à l'assassinat de Phocas par Tzimiskès en décembre 969, feignant la maladie, il l'apprend rapidement et adresse son soutien total à l'ascension sur le trône de Tzimiskès. Juste avant, il a envoyé ses hommes dans la ville pour empêcher la population de créer une émeute et de se lancer dans des pillages. Selon l'historien Léon le Diacre, Basile est un ami proche de Tzimiskès ; cependant il est fort possible que le soutien de Basile vient de sa volonté de sauvegarder sa position et les droits de ses neveux Basile II et Constantin VIII car la poursuite du règne de Phocas aurait pu déboucher sur l'arrivée au pouvoir de Léon Phocas.
Basile aide le nouvel empereur à se débarrasser des partisans de Phocas ainsi que ses parents. Il aide aussi la veuve de Romain II et Phocas, Théophano, à se retirer et conseille à Tzimiskès de se marier à Théodora, une fille de Constantin VII, pour consolider sa position. Sous Tzimiskès, Basile joue un rôle majeur dans la gouvernance de l'Empire, notamment en matière fiscale, tandis que Tzimiskès se concentre plus particulièrement sur la politique étrangère et les campagnes militaires. Basile lui-même prend part à la grande campagne contre les Rus' en Bulgarie en 971, à la tête des forces de réserve et de l'approvisionnement,.
Au cours de cette période, Basile amasse une immense fortune, dont des propriétés au sein des régions nouvelles conquises au sud-est de l'Anatolie. Léon le Diacre mentionne les localités de Longias et Drize tandis que Skylitzès rapporte qu'il possède la région entre Anazarbe et Podandos. Ces richesses sont la cause de la rupture entre Basile et Tzimiskès. Selon les sources, c'est à son retour de sa campagne en Syrie en 974 que l'empereur constate l'ampleur des propriétés de Basile Lécapène et se résout à agir contre lui. Apprenant cela, Basile décide d'empoisonner Tzimiskès bien que les sources divergent quant à la manière et au moment,. Les historiens modernes doutent de cette thèse. Selon Kathryn Ringrose, « les historiens de l'époque croyaient que les eunuques, de même que les femmes, se battaient rarement comme les hommes honorables et préféraient utiliser le poison ou d'autres moyens peu honorables ». De son côté, l' Oxford Dictionary of Byzantium mentionne des rumeurs selon lesquelles Tzimiskès a été empoisonné Basile le Nothos. Tout ce qui est certain est que Tzimiskès tombe malade au cours de sa campagne et meurt à Constantinople peu après sa mort,.

### Carrière sous Basile II
Basile Lécapène reste à son poste au début du règne de Basile II mais en 985, le jeune empereur, qui souhaite exercer le gouvernement lui-même après avoir subi la tutelle de régents pendant treize ans, l'accuse de sympathies avec le rebelle Bardas Phocas et le congédie. Toutes ses terres et ses possessions sont confisquées et toutes les lois passées sous son administration sont déclarées nulles et non avenues. Basile Lécapène lui-même est exilé et meurt peu de temps après.

## Patronage dans les arts

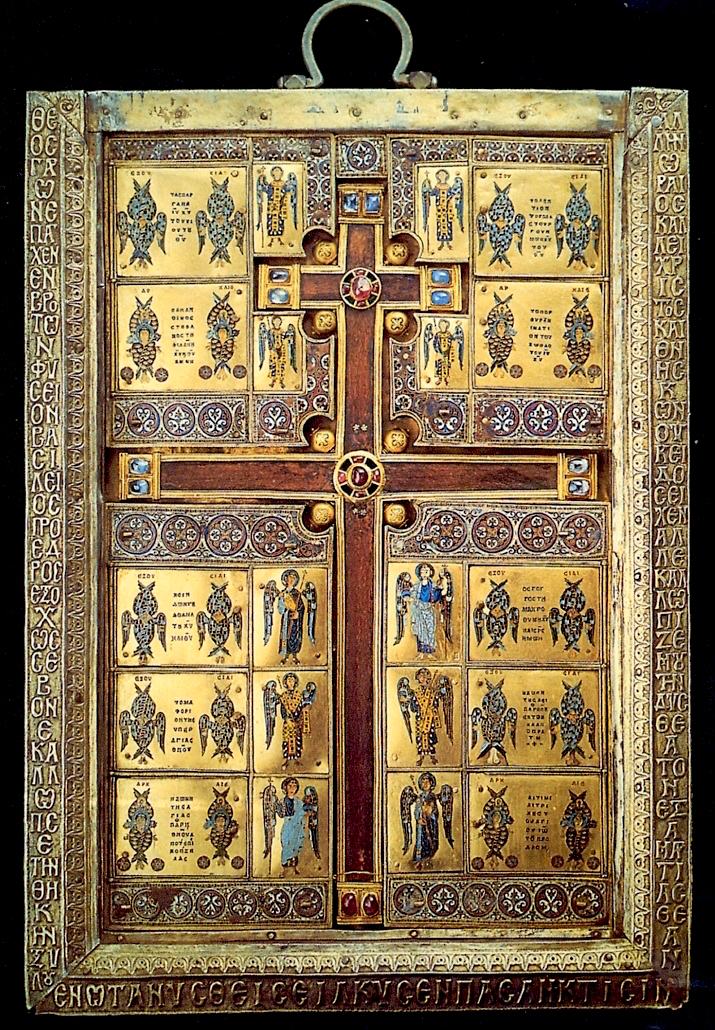
Intérieur de la Staurothèque de Limbourg.

Son énorme richesse permet à Basile de devenir, d'après l' Oxford Dictionary of Byzantium, « l'un des mécènes les plus généreux de Byzance ». Plusieurs objets d'art qu'il a commandés ont survécu, dont un reliquaire à Camaldoli en Italie, une patène jaune en jaspe ainsi qu'un calice dans la basilique Saint-Marc de Venise et la staurothèque de Limbourg-sur-la-Lahn à la cathédrale Saint-Georges de Limburg en Allemagne. Trois manuscrits commandés ont aussi survécu, tous écrits sur du parchemin de très bonne qualité : une collection de Taktika, incluant son propre traité à propos de la guerre navale, conservée à la bibliothèque Ambrosienne de Milan ; les homélies de Jean Chrysostome au monastère de Dionysiou du mont Athos et un évangile avec les épîtres de Paul gardé à Saint-Petersbourg.